# (21520) Dianaeheart
(21520) Dianaeheart (1998 KR55) – planetoida z grupy pasa głównego asteroid okrążająca Słońce w ciągu 5,13 lat w średniej odległości 2,97 j.a. Odkryta 23 maja 1998 roku.